# Kesamben (Ngoro)
Kesamben is een bestuurslaag in het regentschap Jombang van de provincie Oost-Java, Indonesië. Kesamben telt 4515 inwoners (volkstelling 2010).